# Front Popular Patriòtic Etíop
Front Popular Patriòtic Etíop (Ethiopian People's Patriotic Front, EPPF) és un grup armat d'Etiòpia que té el suport d'Eritrea i seu central a Asmara; el seu cap és Zewdalem Kebede; és de majoria amhara i de tendència panetíop i realitza les seves operacions al Gondar i Gojam a l'oest del llac Tana, i a parts de Gambella. El 2005 s'hi va afegir el Front Patriòtic Kafegn. Cap al 2005 i el 2006 va reclamar algunes victòries que no poden ser confirmades; el juny del 2006 l'exèrcit etíop va declarar haver mort a 111 rebels probablement membres del EPPFal nord de Gondar, però el EPPF ho va negar. L'EPPF considera com la seva ala política a l'Aliança per la Llibertat i la Democràcia (AFD) fundada a Utrecht el 22 de maig de 2006 in Utrecht, com a resultat dels controvertits resultats de les eleccions legislatives a Etiòpia. Els seus components són:
- Coalició per la Unitat i la Democràcia/Coalition for Unity and Democracy
- Front Nacional d'Alliberament de l'Ogaden/Ogaden National Liberation Front (ONLF)
- Front d'Alliberament Oromo/Oromo Liberation Front (OLF)
- Front d'Alliberament Sidama/Sidama Liberation Front
- Front Democràtic Unit d'Etiòpia/United Ethiopia Democratic Front.